# Hubert Latham
Arthur Charles Hubert Latham (✰ Paris, 10 de janeiro de 1883;  ✝ Sarh, 25 de junho de 1912) foi um pioneiro da aviação francês. Ele foi o primeiro piloto a tentar cruzar o Canal da Mancha num avião. Devido a uma falha do motor durante a sua primeira de duas tentativas de cruzar o canal, ele se tornou a primeira pessoa a fazer um "pouso na água".

## Biografia
Hubert Latham nasceu numa família protestante em Paris, descendente de banqueiros e comerciantes, de origem britânica que se estabeleceram em Le Havre em 1829. Ele cresceu na região de Maillebois, onde seu pai comprou uma propriedade. Ele também era descendente de Theobald von Bethmann-Hollweg.
Latham frequentou o Balliol College na Universidade de Oxford no ano acadêmico de 1903-1904, depois do que cumpriu seu treinamento de reservista militar em Paris. Depois disso, ele acompanhou seu primo, o balonista Jacques Faure, numa travessia noturna do Canal da Mancha (de Londres à Paris) num balão de gás em 11-12 de fevereiro de 1905. Ele também atuou com sucesso com um barco motorizado da Antoinette na Monaco Regatta em abril de 1905, em parceria com seu primo Jules Gastambide e Léon Levavasseur, o inventor do motor Antoinette. Depois disso ele partiu numa expedição com amigos para a Abissínia em 1906-1907, na qual ele coletou espécimes para o Museu Nacional de História Natural da França, e também executou trabalhos de pesquisa para o Escritório Colonial Francês. Em 1908, suas viagens continuaram até o extremo oriente, antes de retornar à França mais tarde naquele ano.

## Carreira na aviação

### Associação com a Antoinette

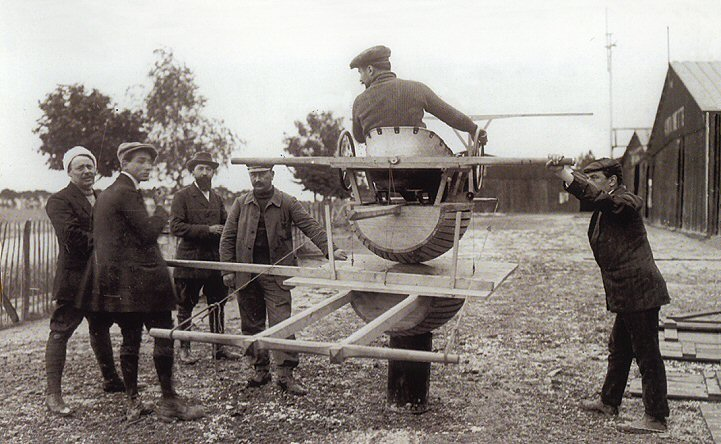
O simulador de voo rudimentar da Antoinette.

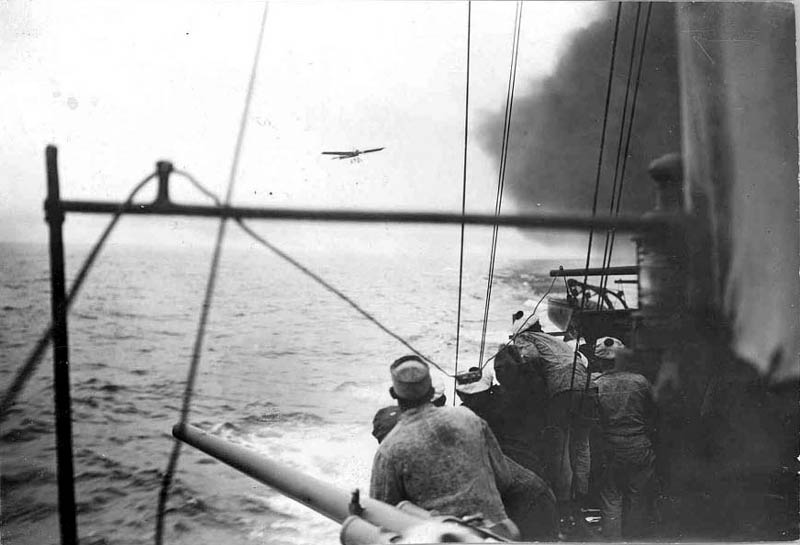
Hubert Latham, sobre o Canal da Mancha na sua segunda tentativa de cruzá-lo.

Latham retornou do extremo oriente a tempo de testemunhar várias das apresentações de Wilbur Wright, que estava na França tentando vender sua aeronave para o governo francês, com o seu Flyer em Camp d'Auvours, perto de Le Mans. Intrigado com a ideia de voar, Latham procurou por uma companhia de aviões que pudesse treiná-lo como piloto. Ele escolheu a Antoinette liderada por Jules Gastambide, um primo distante, e Léon Levavasseur, codiretor, projetista, e engenheiro chefe, que Latham conheceu em Mônaco, pois foi Levavasseur quem desenhou os barcos com os quais Latham competiu tão bem, e construiu também seus motores que se tornaram precursores dos seus motores aeronáuticos. A Antoinette (batizada em homenagem à filha de Gastambide) havia sido fundada em 1906 para construir e vender os motores de Levavasseur. A relação peso/potência favorável desses motores, os tornaram uma opção muito atraente para outros fabricantes de avião, incluindo: Gabriel Voisin, Louis Blériot, Santos Dumont, e Henry Farman, que usaram esses motores em suas aeronaves. Em 1907, a companhia decidiu construir seu próprio modelo de avião, e depois de várias tentativas mal sucedidas, o primeiro Antoinette, um monoplano, foi finalmente introduzido no final de 1908.
Latham se juntou à Antoinette em fevereiro de 1909, e recebeu treinamento dos pilotos da companhia: Eugène Welféringer e René Demasnet. Foram necessárias várias semanas para que Latham aprendesse a manipular os complicados controles, mas Levavasseur reconheceu seu potencial e não o dispensou. Tendo dominado os controles e a técnica de voo, nos próximos dois anos, Latham competiu em vários encontros de aviação na Europa e nos Estados Unidos, ganhando vários prêmios e estabelecendo recordes. Com o seu desempenho, ele ficou famoso nos dois lados do Atlântico. Enquanto vários outros pilotos voavam com o Antoinette em competições, tanto pela companhia quanto de forma independente, nenhum deles pilotava o avião tão bem quanto Latham.
Um outro primo de Latham, René Labouchère, foi o responsável pelo desenvolvimento dos motores "Antoinette", e na primavera de 1909, tornou-se o primeiro passageiro da história da aviação, que Hubert Latham levou num voo de 200 metros a 5 metros de altura em Mourmelon le Grand.

### Escola de pilotagem

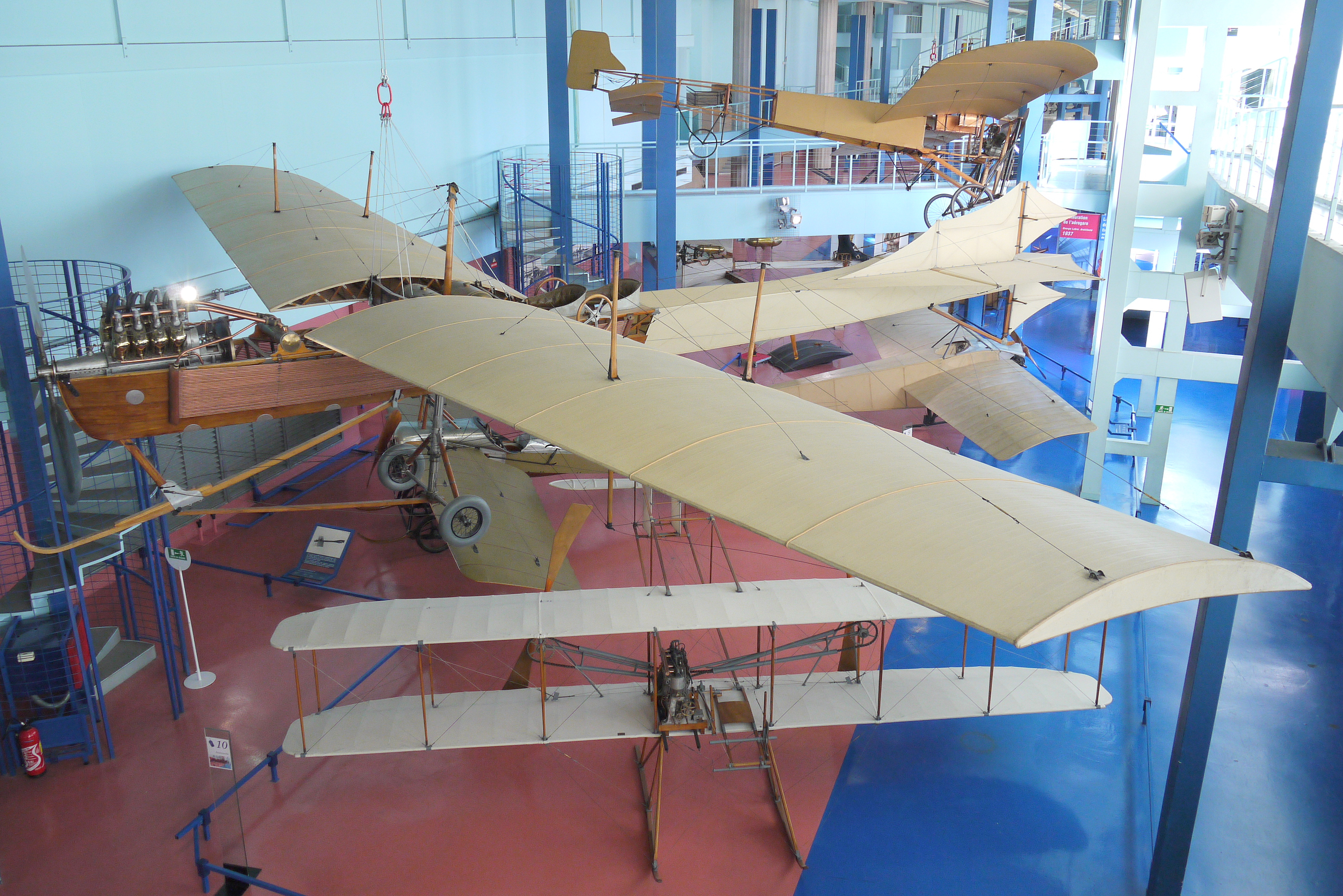
Dois dos aviões que competiram pelo prêmio Daily Mail para quem cruzasse o Canal da Mancha: o Antoinette VII (ao centro) e o Blériot XI (acima).

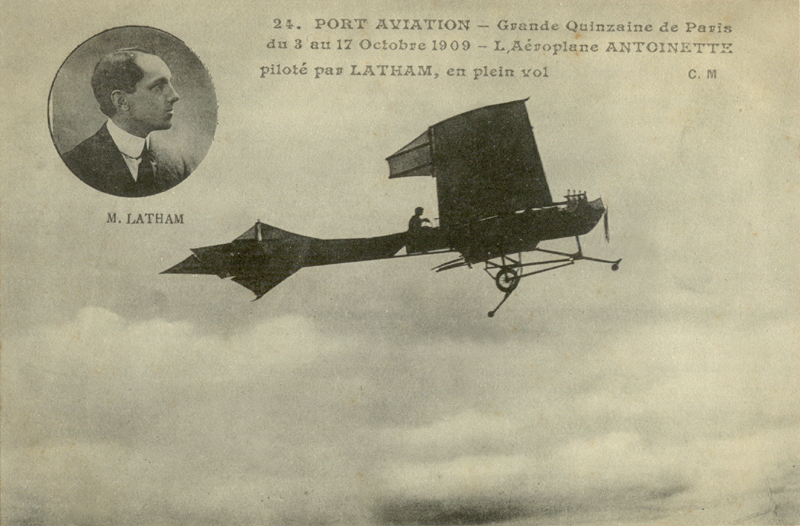
Hubert Latham e seu Antoinette IV na Grande Quinzaine de Paris entre 3 e 17 de outubro de 1909.

No início de 1909, a companhia Antoinette trabalhava com o Exército Francês em Camp Châlons, perto de Mourmelon-le-Grand para realizar os primeiros ensaios militares com aviões, criar uma escola de pilotagem e uma oficina. A escola, conduzida por Charles Wachter (cunhado de Levavasseur), era equipada com um simulador de voo rudimentar (praticamente uma metade de um barril montado numa junta universal) fabricado pela própria Antoinette, com os controles de voo, polias e traves de madeira no lugar das asas, permitindo ao aluno manter o equilíbrio enquanto os instrutores aplicavam força externa a elas.
Em poucos meses, aprendendo a voar e desenvolvendo sua técnica de voo, Latham tornou-se o principal instrutor da escola. Em 17 de agosto de 1909 ele recebeu o certificado de aviador Nº 9 do Aéro-Club de France. Seus alunos em 1909 incluíram: Marie Marvingt, que veio a se tornar a primeira mulher a voar missões de combate como piloto de bombardeiro e mais tarde estabeleceu o serviço de ambulância aérea ao redor do Mundo, e o Infante Alfonso, Duque de Galliera (primo do Rei Afonso XIII), o primeiro piloto militar espanhol.

### Tentativas de cruzar o canal

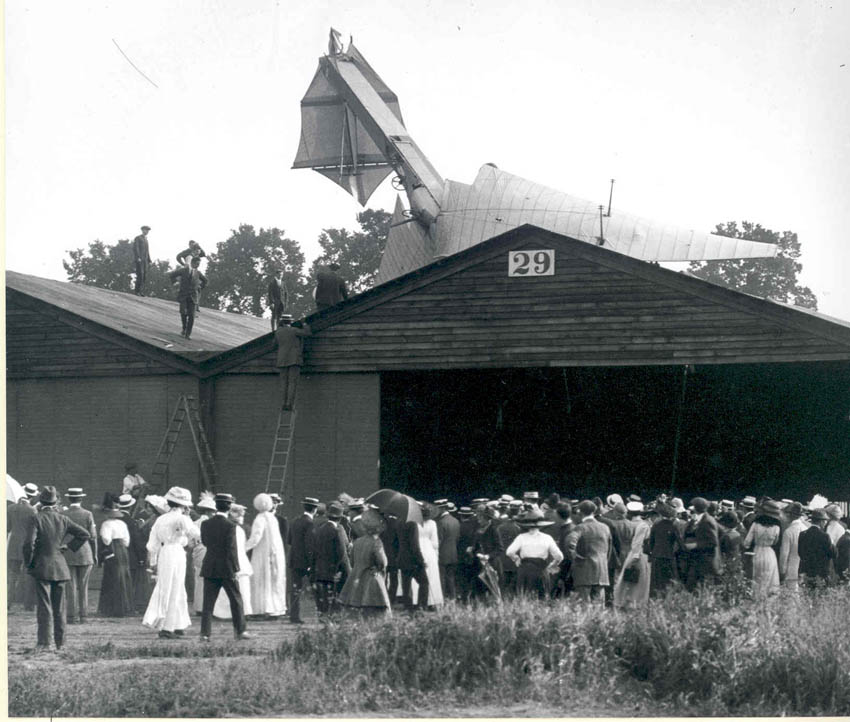
A espetacular queda de Latham em Brooklands, 1911.

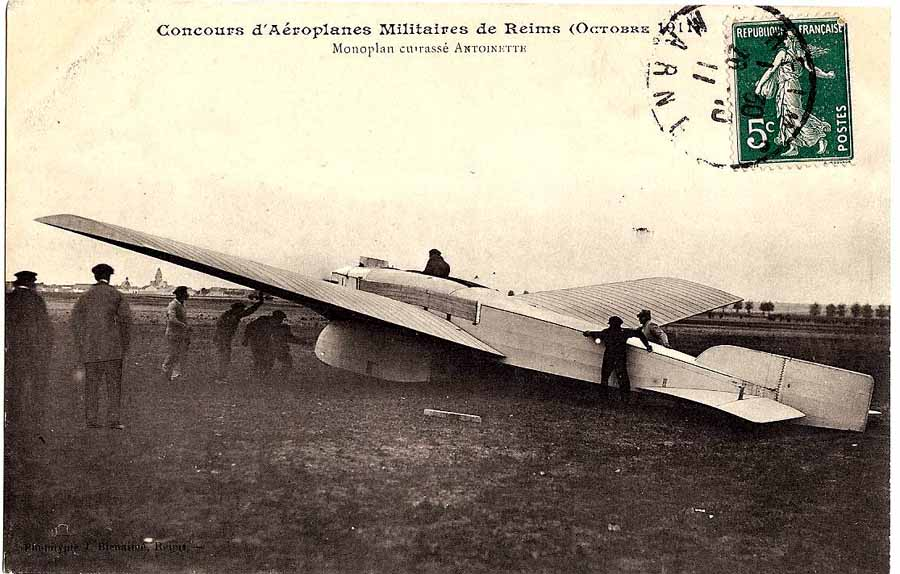
Latham no Antoinette Monobloc nos testes militares em Reims, em outubro de 1911.

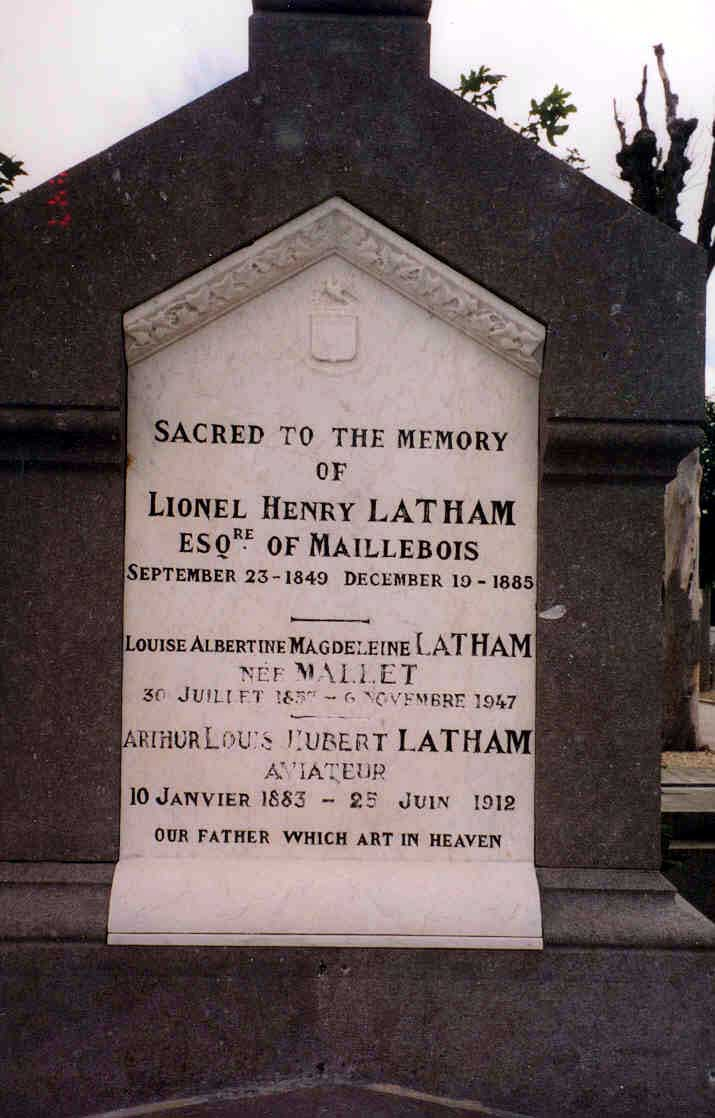
Latham está enterrado com seus pais em Le Havre, França. Por um erro, um de seus nomes do meio, Charles, foi esculpido como Louis na lápide. Esse erro nunca foi corrigido.

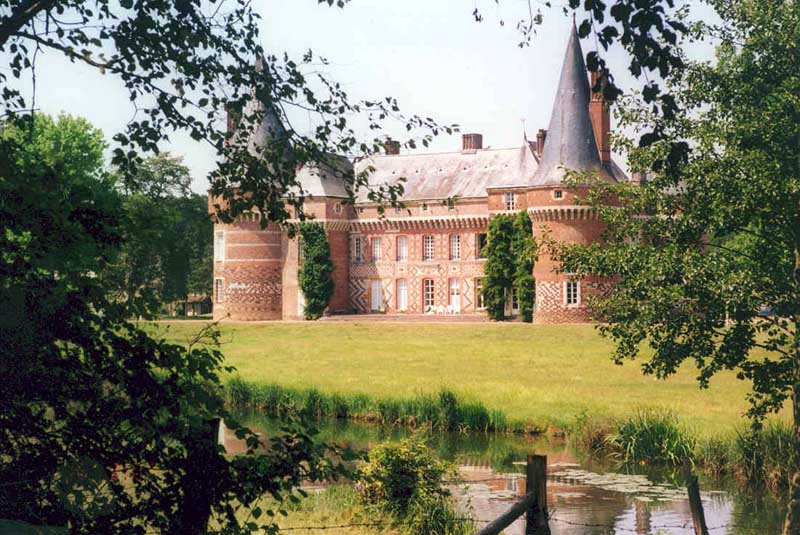
O Château de Maillebois, onde Hubert Latham passou a infância, comprado por seu pai em 1882, ainda pertence à família Latham.

Em maio de 1909, três meses depois da entrada de Latham na companhia, ele percebeu o seu potencial e voou por 37,5 minutos à velocidade de 72,42 km/h a pouco mais de 30 m de altura. Uma semana depois ele estabeleceu o recorde europeu de voo sem escalas, com 1 hora e 7 minutos, que se aproximou bastante do recorde mundial dos irmãos Wright. Durante este voo, ele retirou as mãos dos controles, puxou um cigarro da sua caixa de prata e o fumou na sua conhecida piteira de marfim, e assim criando um "novo recorde". Isso encantou Levavasseur, pois ele demonstrou a estabilidade do avião voando com as mãos fora dos controles. Depois disso, em 6 de junho de 1909, Latham venceu o Prix Ambroise Goupy por voar um percurso de 6 km em linha reta em 4 minutos e 13 segundos. Esses voos convenceram Levavasseur que Latham era claramente seu melhor piloto, e o nomeou primeiro piloto da companhia. Além disso, baseado na extensão dos voos que Latham estava realizando, Levavasseur estava convencido de que o seu monoplano Antoinette IV era suficientemente confiável para um voo de 45 minutos a uma hora, e com isso, Latham poderia tentar o voo através do Canal da Mancha para ganhar o prêmio de £ 1.000 oferecido pelo Daily Mail.
Em 9 de julho de 1909, enquanto estava acampado em Sangatte, a cerca de 7 km de Calais na costa francesa do Canal da Mancha, Latham informou oficialmente ao Daily Mail que ele tinha a intenção de cruzar o Canal em voo e reivindicar o prêmio. Ele foi obrigado a renovar essa declaração de intenção várias vezes enquanto a sua tentativa era continuamente adiada devido ao mau tempo. Nos próximos quatro dias, Conde Charles de Lambert, um aviador francês de origem russa, também notificou o Daily Mail da sua intenção de competir pelo prêmio, e ele estabeleceu seu acampamento em Wissant cerca de 10 km a Oeste de Sangatte, trazendo com ele dois Wright Model A construídos na França, os Nos. 2 e 18.
Em 19 de julho, Latham decolou de Cap Blanc-Nez, bem próximo de Sangatte, mas depois de apenas 13 km, o seu Antoinette IV sofreu uma pane no motor e Latham precisou fazer um pouso forçado na água, efetuando com isso o primeiro "pouso" de um avião na água. A fuselagem que não sofreu danos, permaneceu flutuando, assim sendo, ele acendeu um cigarro e esperou o salvamento feito pelo torpedeiro francês Harpon que o estava seguindo. Depois de recuperar o avião, o motor foi aberto e examinado, e um pedaço de arame foi encontrado dentro dele. Levavasseur declarou que a falha ocorreu devido a esse pedaço de arame.
Em seu livro de 1958 Flying Witness, Graham Wallace narra que, quando cercado pela multidão que saudava Latham no porto de Calais em 19 de julho, Levavasseur foi entrevistado por Harry Harper um repórter do Daily Mail, que perguntou se a falha o desencorajou. A resposta foi:
"Nem um pouco. Nós provamos que o Canal pode ser cruzado em voo. Um pequeno incidente com um motor, o que é isso? Acidentes acontecem à bicicletas, à cavalos e até mesmo à cadeiras de rodas... Nós temos uma máquina que pode ir por terra, pelo ar ou pelo mar. Ela corre, ela voa, ela nada. C'est un triomphe!".
Devido aos grandes danos causados ao primeiro Antoinette de Latham durante a operação de salvamento, Levavasseur foi forçado a providenciar o envio de um segundo avião da fábrica em Puteaux, um subúrbio de Paris, e ele chegou em 21 de julho. Ele era do novo modelo, um Antoinette VII, e nunca havia sido testado em voo, apesar de Latham ter tido a chance de fazer um voo rápido enquanto esperava por melhores condições de tempo.
Um dia depois, Louis Blériot montou acampamento em Les Baraques à 2 km de Latham, e anunciou sua intenção de competir pelo prêmio com o seu monoplano Blériot XI, e os dois competidores precisaram esperar por melhores condições de tempo. Enquanto isso, de Lambert danificou um de seus Flyers num voo de teste pouco antes da chegada de Blériot e decidiu abandonar a competição.
Aproximadamente as 3 horas da manhã de 25 de julho de 1909, a equipe de Blériot notou uma melhoria no tempo, acordou-o, preparou o avião e esperou o nascer do Sol para efetuar a tentativa se as condições permanecessem favoráveis. Levavasseur e o restante da equipe de Latham dormiram durante toda a noite e não perceberam a oportunidade, uma falha que foi duramente criticada pelos patrocinadores de Latham. Blériot decolou exatamente ao nascer do Sol, as 4:41, para fazer a primeira travessia bem sucedida do Canal por um avião.
Harry Harper, o repórter do Daily Mail que acompanhava o evento, escreveu que Levavasseur acordou bem a tempo de ver o avião de Blériot deixando a costa francesa, e correu para acordar Latham e sua equipe para ver se era possível alcançar Blériot ou ultrapassá-lo se ele não fosse bem sucedido na sua tentativa de cruzar o Canal. No momento em que finalmente o monoplano de Latham estava posicionado e pronto nas colinas de Cap Blanc-Nez, um vento forte começou a soprar, acompanhado por chuvas intensas, fazendo com que "qualquer tentativa de decolar não fosse nada mais que tentativa de suicídio".
Dois dias depois, em 27 de julho, Latham fez uma segunda tentativa de cruzar o Canal. Ele estava a poucos minutos de chegar às vizinhanças de Dover quando uma falha no motor o forçou novamente a fazer um pouso na água. Desta vez, ele não conseguiu controlar o ângulo de descida, e quando atingiu a água, causou danos severos ao avião, além de sofrer lacerações consideráveis na testa. Apesar de não ter sido localizada uma causa específica para essa segunda falha, duas possibilidades foram apresentadas: uma de que o inovador sistema de injeção de combustível entupiu devido a combustível não filtrado; outra, levantada por Gabriel Voisin foi a de que os motores Antoinette "perdiam parte significativa de sua potência depois de funcionar por mais de 15 minutos, e que isso poderia ter sido também a causa da primeira queda de Latham no mar".
Latham queria fazer mais uma tentativa, mas como o pioneiro da aviação Claude Grahame-White escreveu:
"É uma prova da coragem de Latham, que assim que ele estava bem o suficiente para voar novamente, ele quis fazer uma terceira tentativa de cruzar o Canal. Mas os diretores da Antoinette que já haviam gasto uma grande quantia nesse projeto, e perdido dois aviões, não estavam dispostos a se aventurar numa terceira tentativa, particularmente quando o encontro aéreo de Reims estava tão próximo e eles queriam enviar todas as suas máquinas disponíveis para participar dele".